# Арегуні (село)
Арегуні (вірм. Արեգունի) — село в марзі гегаркунік, на сході Вірменії. Село розташоване на північний захід від міста Варденіс та на південний схід від міста Чамбарак.